# The Unwelcome Guest (film 1913)
The Unwelcome Guest è un cortometraggio muto del 1913 diretto da D.W. Griffith.

## Produzione
Il film fu prodotto dalla Biograph Company. Venne girato a New York.

## Distribuzione
Distribuito dalla General Film Company, il film - un cortometraggio di una bobina - uscì nelle sale cinematografiche statunitensi il 15 marzo 1913.